# Каспля
Каспля — річка в Росії та Білорусі, ліва притока Західної Двіни (Даугава).
Довжина річки — 136 км, площа басейну 5 410 км². Протікає в Росії (Смоленська область), в нижній течії (близько 20 км) в Білорусі (Вітебська область). 

Бере початок з озера Каспля (54°59′00″ пн. ш. 31°38′00″ сх. д. / 54.98333° пн. ш. 31.63333° сх. д.) (деякі дослідники витоком вважають річку Кльоц, яка живить озеро Каспля) на східних схилах Вітебської височини, протікає по Суразькій низовині і впадає в Західну Двіну перед смт Сураж (Вітебська область)
Ширина долини Касплі 300–400 метрів, у верхів'ї до 3 км. Русло звивисте, шириною 10-30 м у верхній течії та 40-50 м — в нижній.
На Касплі розташоване місто Демидов. Береги річки в районі Демидова болотисті. Основні притоки — Гобза, Утекти, Жереспея, Ольша, Рутавечь.

## Шлях «Із варягів у греки»
В епоху Київської Русі та вікінгів річка була важливою частиною торговельного «Шляху з варягів у греки», оскільки в районі Ґньоздова, за 14 км на захід від Смоленська, між Дніпром і Касплею, був волок.